# Brad Buetow
Bradford »Brad« Buetow, ameriški hokejist in hokejski trener, * 28. oktober 1950, St. Paul, Minnesota, ZDA.
Buetow je v kratki hokejski karieri igral za kluba Jacksonville Barons v ligi AHL in Cleveland Crusaders v ligi WHL. Kot trener je vodil hokejske klube na University of Minnesota, United States International University in Colorade College v študentski ligi NCAA, v sezoni 1993/94 pa je vodil klub Olimpija Hertz, ki ga je popeljal do naslova slovenskega državnega prvaka. V sezoni 1995/96 je vodil klub Quad City Mallards v ligi CoHL, v sezoni 1996/97 pa Waco Wizards v ligi WPHL.

## Pregled kariere

### Hokejska kariera
Odebeljeno - reprezentančni nastopi, glej tudi Statistika pri hokeju na ledu.
| Moštvo                  | Liga | Sezona |    | Redni del | Redni del | Redni del | Redni del | Redni del | Redni del |   | Končnica | Končnica | Končnica | Končnica | Končnica | Končnica |
| ----------------------- | ---- | ------ | -- | --------- | --------- | --------- | --------- | --------- | --------- | - | -------- | -------- | -------- | -------- | -------- | -------- |
| Moštvo                  | Liga | Sezona | OT | G         | P         | T         | +/-       | KM        | OT        | G | P        | T        | +/-      | KM       |          |          |
| University of Minnesota | NCAA | 70/71  |    |           |           |           |           |           |           |   |          |          |          |          |          |          |
| Jacksonville Barons     | AHL  | 73/74  |    | 37        | 10        | 9         | 19        |           | 69        |   |          |          |          |          |          |          |
| Cleveland Crusaders     | WHL  | 73/74  |    | 25        | 0         | 0         | 0         |           | 4         |   |          |          |          |          |          |          |
| Skupaj                  |      |        |    | 62        | 9         | 10        | 19        |           | 73        |   |          |          |          |          |          |          |

### Trenerska kariera
- University of Minnesota, 1979/80
- University of Minnesota, 1982/83 - 1983/84
- United States International University, 1985/86
- Colorado College, 1989/90 - 1991/92
- Olimpija Hertz, 1993/94
- Quad City Mallards, 1995/96
- Waco Wizards, 1996/97